# Воллерау
Воллерау (нем. Wollerau) — коммуна в Швейцарии, в кантоне Швиц.
Входит в состав округа Хёфе. Население составляет 7299 человек (на 31 декабря 2019 года). Официальный код — 1323.